# Naco, Honduras
Naco  este un oraș  în  partea de nord-vest a statului Honduras, în departamentul Santa Bárbara.